# 探偵はぼっちじゃない
『探偵はぼっちじゃない』（たんていはぼっちじゃない）は、坪田侑也による日本の小説。充実した中学生活を送りながらも満たされぬ日々を送る男子中学生が同級生とともに推理小説を描いていくさまと、新任教師である男性が自殺サイトに出入りする自校の生徒を救おうともがいていくさまを同時進行で描いていく。2018年度 第21回ボイルドエッグズ新人賞受賞作品。

## 概要
2020年7月現在、慶應義塾高等学校の3年生である坪田が小説を書くきっかけとなったのは小学2年生の時に出会った作家・はやみねかおるが著した「名探偵夢水清志郎事件ノート」シリーズの1つである『踊る夜光怪人』。坪田はその本の内容を殆ど覚えていないが、こんな凄い小説を書いてみたいと思ったのだといい、この体験が小説家になりたいと思うきっかけになったのだと本作のあとがきで語っている。坪田が通っていた中学校では夏季休暇に自由にテーマに取り組み、発表するという行事があり、その中から当時中学3年生であった坪田が選んだのが小説で、本作はその課題として著したものである。元々、坪田は夏季休暇の課題として終わらせるつもりだったが、本作を読んだ坪田の友人がボイルドエッグズ新人賞への応募を薦めた。それからボイルドエッグズ新人賞を史上最年少の15歳で受賞する結果となり、2018年5月18日に締め切られた大手出版社10社参加の競争入札の結果、KADOKAWAが出版権を獲得した。さらに改稿した上で2019年3月28日に刊行された。
なお、坪田はボイルドエッグズ新人賞を史上最年少で受賞したことについて、「二度と戻らないと分かっている中学生活も平凡なままで終わるのかと思っていた時に吉報が届き、応募を薦めてくれた家族と友人に素っ気なく伝えたが、内心は喜びで溢れていた」とした上で、「自分の文章修業は始まったばかり。決して自己満足では終わらせない」と語っている。さらに「誰かに合わせてしまう辛さというのは僕を含めて誰もが感じていること。僕たちの世代ならではの心情を綴ったと思っているので、是非僕と同世代の人たちに読んでほしい」とインタビューで語っている。

## あらすじ
都内の私立中学校に通う緑川光毅にとって中学校生活は非常に充実したものであった。しかし、現実問題、緑川の心の内は満たされぬ思いで溢れていた。父親は家を空けることが多く、母親も息子の思いなど意にも介さない、自己中心的な人間であり、自宅でありながら緑川にとっては殊更居心地が悪かった。そんな最中、同級生であり友人である星野温が一緒に推理小説を書かないかと誘い、緑川は星野とともに星野の家に向かう。家には星野の父親が集めたらしい推理小説が沢山あった。回答を保留した緑川は星野からメールアドレスを受け取る。後日、音楽スクールでバンドをやっている同級生の甲本に遭遇したことがきっかけで、星野に推理小説執筆を快諾する旨のメールを送信する。星野から「いつでもいい。家に来て」との返信を受け取った緑川は星野の家に向かう。どんな小説を書くかで色々と星野と話し合った末に決まったテーマの推理小説を緑川はパソコンで書き始める。
都内の私立中学校の新任教師である原口は父が中学校の理事長をしているというコンプレックスを拭いきれずにいた。生徒のためにと思ってやったことが批判を浴びることも少なくなく、正直教師になったことを後悔しかけていた。ある日、同じ学校の教師である石坂の携帯電話にあるSNSで妙なやり取りのチャットを見つけた原口。それは学生限定で、本当に死にたい人を募集するというサイトであった。そこには「決してふざけた気持ちで応募しないでほしい。本気で死にたい人だけを受け付けます」とあった。さらに驚いたことにそのサイトに原口が勤める中学校の生徒らしき人物が出入りしているということを原口は知ることになる。原口と石坂はその生徒の自殺行為を食い止めようと四方八方に手を尽くし奔走する。やがてその生徒が緑川光毅であることを知った原口と石坂は緑川を発見し説得を試みるが、「先生たちに俺の自殺を止めることはできない」と語る緑川の決意は固い。膠着した状況下で友人である星野が現れ、緑川の説得を行うという。果たして緑川の自殺を食い止めることはできるのか。

## 登場人物
緑川光毅
都内の私立中学校に通う中学3年生。ある日、友人である星野温から一緒に推理小説を書かないかと誘われる。
原口
都内の私立中学校に勤める新任教師。父親が勤務する中学校の理事長を務めており、そのコンプレックスに悩んでいる。
星野温
緑川の同級生であり友人。緑川に一緒に推理小説を書きたい旨の要望を伝える。
石坂
原口が勤める私立中学校の先輩教師。猫背で目立たない性格であったが、ある出来事がきっかけで自分自身の本当の思いに気づかされる。
甲本
緑川の同級生。音楽スクールでバンドをしている。

## 書評
第21回ボイルドエッグズ新人賞発表における講評で、選考委員を務めたボイルドエッグズ代表の村上達朗は「僕が驚いたのはミステリ小説の中に更なるミステリ小説が組み込まれていたことである。中学生と教師という2つの物語が交錯する中に、更なる“ミステリ小説”が幅を利かせるような小説を弱冠15歳の中学生が描いたことに驚嘆せざるを得ない」と評している。

## 受賞歴
- 第21回ボイルドエッグズ新人賞